# Мятялис
Мятяли́с или Метялис (лит. Metelys; устар. Метеле, Метелле) — озеро в Алитусском уезде на юге Литвы. Располагается в пределах территории Сейрийского староства Лаздийского района, по северо-восточному берегу проходит граница Мирославского староства Алитусского района. Относится к бассейну среднего течения Немана.
Озеро ориентировано с северо-запада на юго-восток. Высота над уровнем моря — 105 м. Площадь составляет 12,895 км² (входит в десятку крупнейших озёр страны). Длина 6,8 км, ширина до 2,7 км. Наибольшая глубина — 15 м, средняя глубина 6,8 м.